# Grewia huluperakensis
Grewia huluperakensis là một loài thực vật có hoa trong họ Cẩm quỳ. Loài này được I.M.Turner mô tả khoa học đầu tiên năm 1997.